# Момун Абдул Гаюм
Момун Абдул Гаюм (мальд. މައުމޫނު އަބްދުލް ގައްޔޫމް; нар. 29 грудня 1937) — президент Мальдівів з 11 листопада 1978 по 11 листопада 2008.

## Біографія
Неодноразово заарештовувався за критику попереднього президента країни Ібрагіма Насіра. З 29 березня 1977 — міністр транспорту. У 1978 обраний замість Насіра президентом Мальдівів парламентом, після чого схвалений на всенародному референдумі. З тих пір переобирався ще п'ять разів. У 2007 організував і виграв референдум з питання введення в країні прямих президентських виборів. До 1 вересня 2004 був також міністром оборони і фінансів країни. Критикувався за диктаторські методи управління. У жовтні 2008 програв у другому турі президентських виборів кандидата від опозиції Мохамеду Нашиду.
Надалі його зведений брат Абдула Ямін був обраний президентом Мальдівської республіки.